# Mistrzostwa Europy w Kolarstwie Górskim 2022
Mistrzostwa Europy w Kolarstwie Górskim 2022 odbywały się w dniach 19-20 sierpnia 2022 w Olympiapark München, podczas 2. Mistrzostw Europejskich w Monachium. 

## Wyniki
| Konkurencja            | Złoto          | Rezultat | Srebro                 | Rezultat | Brąz            | Rezultat |
| ---------------------- | -------------- | -------- | ---------------------- | -------- | --------------- | -------- |
| cross-country mężczyzn | Thomas Pidcock | 1:18,09  | Sebastian Carstensen   | 1:18,20  | Filippo Colombo | 1:18,21  |
| cross-country kobiet   | Loana Lecomte  | 1:28,04  | Pauline Ferrand-Prévot | 1:28,41  | Anne Terpstra   | 1:31,12  |

## Klasyfikacja medalowa
*   Gospodarz ( Niemcy)
| Miejsce | Reprezentacja   | Złoto | Srebro | Brąz | Razem |
| ------- | --------------- | ----- | ------ | ---- | ----- |
| 1       | Francja         | 1     | 1      | 0    | 2     |
| 2       | Wielka Brytania | 1     | 0      | 0    | 1     |
| 3       | Dania           | 0     | 1      | 0    | 1     |
| 4       | Szwajcaria      | 0     | 0      | 1    | 1     |
| 4       | Holandia        | 0     | 0      | 1    | 1     |
| Razem   | Razem           | 2     | 2      | 2    | 6     |